# Hycklinge distrikt
Hycklinge distrikt är ett distrikt i Kinda kommun och Östergötlands län. 
Distriktet ligger sydost om Kisa. 

## Tidigare administrativ tillhörighet
Distriktet inrättades 2016 och utgörs av socknen Hycklinge i Kinda kommun.
Området motsvarar den omfattning Hycklinge församling hade vid årsskiftet 1999/2000.